# Marchena minuta
Marchena minuta là một loài nhện trong họ Salticidae. Chúng thuộc chi đơn loài Marchena, được Elizabeth Maria Gifford Peckham & George William Peckham miêu tả năm 1888.